# Episteme mundina
Episteme mundina là một loài bướm đêm trong họ Noctuidae.